# Liste der US-amerikanischen Meister im Weltergewicht (Boxen)
Diese Liste bietet eine Übersicht über alle US-amerikanischen Meister im Weltergewicht:
- 1897: A. McIntosh
- 1898: A. McIntosh
- 1899: Percey McIntyre
- 1900: J.J. Dukelow
- 1901: J.J. Dukelow
- 1902: Charles McCann
- 1903: John Leavy
- 1904: C.T. Mitchell
- 1905: H.L. McKinnon
- 1906: William McDonald
- 1907: W.J. Kirkland
- 1908: William Rolfe
- 1909: M.J. McNamara
- 1910: Hillard Long
- 1911: John Fisher
- 1912: Charles Askins
- 1913: Charles Askins
- 1914: W. Woldman
- 1915: Augie Ratner
- 1916: Eugene Brosseau
- 1917: Daniel O’Connor
- 1918: James Sullivan
- 1919: Dave Rosenberg
- 1920: J. Schroendorf
- 1921: Charles Jennkissen
- 1922: Harry Simons
- 1923: John Rinl
- 1924: Al Mello
- 1925: Bernard Barde
- 1926: Edward Tiernan
- 1927: Tommy Lown
- 1928: Tommy Lown
- 192: Leslie Baker
- 1930: Charles Kelly
- 1931: Edward Flynn
- 1932: Edward Flynn
- 1933: W. Celebron
- 1934: Danny Farrar
- 1935: Jimmy Clark
- 1936: Leo Sweeney
- 1937: Johnny Marquez
- 1938: James O’Malley
- 1939: Cozy Storace
- 1940: Henry Brimm
- 1941: Dave Andrews
- 1942: Willard Buckless
- 1943: C. Cooper
- 1944: Joe Gannon
- 1945: Abe Lee
- 1946: Robert Takeshita
- 1947: Jackie Keough
- 1948: Eugene Linscott
- 1949: Maurice Harper
- 1950: Gil Turner
- 1951: Rudy Gwin
- 1952: Andy Anderson
- 1953: Fred Terry
- 1954: Joe Bethea
- 1955: Walter Sawath
- 1956: Jackson Brown
- 1957: Don Jullinger
- 1958: Gary Gauvink
- 1959: Vernon Vinson
- 1960: Phil Baldwin
- 1961: Phil Baldwin
- 1962: Wade Smith
- 1963: Wade Smith
- 1964: Jess Valdez
- 1965: Hedgemon Lewis
- 1966: Roland Pryor
- 1967: Kim Booker
- 1968: Mike Colbert
- 1969: Armando Muniz
- 1970: Armando Muniz
- 1971: Sammy Maul
- 1972: Fred Washington
- 1973: William Tuttle
- 1974: Clinton Jackson
- 1975: Clinton Jackson
- 1976: Clinton Jackson
- 1977: Mike McCallum
- 1978: Roger Leonard
- 1979: Donald Curry
- 1980: Gene Hatcher
- 1981: Darryl Robinson
- 1982: Mark Breland
- 1983: Mark Breland
- 1984: Darryl Lattimore
- 1985: Kenneth Gould
- 1986: Kenneth Gould
- 1987: Kenneth Gould
- 1988: Alton Rice
- 1989: Raúl Márquez
- 1990: Emmett Linton
- 1991: Pat Briceno
- 1992: Clayton Williams
- 1993: Hector Colon
- 1994: David Reid
- 1995: Bobby Lewis
- 1996: David Palac
- 1997: LeChaunce Shepherd
- 1998: Larry Mosley
- 1999: Larry Mosley
- 2000: LeChaunce Shepherd
- 2001: Anthony Thompson
- 2002: Rondale Mason
- 2003: Juan McPherson
- 2004: Austin Trout
- 2005: Demetrius Andrade
- 2006: Demetrius Andrade
- 2007: Charles Hatley
- 2008: Jovante Sparks
- 2009: Errol Spence
- 2010: Errol Spence
- 2011: Errol Spence
- 2012: Patrick Day
- 2013: Jamontay Clark
- 2014: Jose Alday
- 2015: Ardreal Holmes Junior
- 2016: Quinton Randall